# Howard Valentine
Howard Van Nostrand Valentine (* 14. Dezember 1881 in Brooklyn; † 25. Juni 1932 in New York City) war ein US-amerikanischer Leichtathlet.
Bei den Olympischen Spielen 1904 in St. Louis gewann der für den New York Athletic Club antretende Valentine die Goldmedaille im Mannschaftslauf über 4 Meilen. Am selben Tag wurde er Siebter im 1500-Meter-Lauf. Wenige Tage zuvor hatte er im 800-Meter-Lauf hinter James Lightbody die Silbermedaille geworden.
Valentine war 1903 und 1904 Meister der Amateur Athletic Union über 880 Yards. Er nahm 1906 auch an den Olympischen Zwischenspielen in Athen teil, schied aber sowohl im 400-Meter-Lauf als auch im 800-Meter-Lauf in der Qualifikation aus.